# Henrik Birch
Henrik Birch (født 5. september 1956) er en dansk skuespiller. Han er gift med scenograf Louise Beck.

## Filmografi
Birch har spillet med i TV 2-politiserien Anna Pihl, hvor han har rollen som Ole (Vagthavende). Ud over det har han medvirket i en række film og serier.

### Film
- Isfugle (1983) – politibetjent
- Et skud fra hjertet (1986) – soldat
- Et rigtigt menneske (2001) – betjent
- En kærlighedshistorie (2001) – leverandør Holst Nielsen
- Lad de små børn... (2004) – Anettes 2.date
- Råzone (2006) – Christinas far og politibetjent
- Rene hjerter (2006) – Taxachauffør
- Velsignelsen (2009) – Buschauffør
- Smukke mennesker (2010) – Anders' direktør
- I lossens time (2013) – Eriksen
- Klumpfisken (2014) – hovedrollen som fiskeren Kristian, kaldet Kesse
- 3 Fractures (2015)
- Idealisten (2015) – stationschef Ole Damgaard
- Den bedste mand (2017) – stemme
- Ser du månen, Daniel (2019) - Henning
- Mødregruppen (2019) – Jens
- Adults in the Room (2019) - Poul
- Krudttønden (2020) - Sagsbehandler
- Bamse (2022) - Fatter
- Ønskebarn (2022) - Lars
- Krysantemum (2022) - Thomas
- Synkefri (2023) - Castro

### Serier
- Taxa (1997-1999) afsnit nr: 26 – faderen
- Karrusel (1998) – klient
- Skjulte spor (2000-2001) – Jens Christian Mortensen
- Edderkoppen (2000) – advokat
- Rejseholdet (2000-2003) afsnit nr: 31 – fængselsbetjent Quist
- De udvalgte (2001) afsnit nr: 2 – Lundholm
- Forsvar (2003-2004) afsnit nr: 14 – juraprofessor Bo Arnøe
- Krøniken (2003-2006) afsnit nr: 6 – direktør for komponentfabrik
- Anna Pihl (2006-2008) – vagthavende betjent Ole
- Borgen II (2010-2013) – Dr. Poul Iversen
- Forbrydelsen III (2012) – oppositionsleder Anders Ussing
- Badehotellet (2013-2021) – Arne Kokholm
- Norskov (2015-17) – Brammer
- Mercur (2017) – bankmand Verner Vestergaard, Flemming Vestergaards far
- Arvingerne III (2017) – Klaus
- Huset (2023) - Helge

## Pris og hæder
- 2015: Bodilprisen for Bedste mandelige hovedrolle i Klumpfisken[1]
- 2015: Robertprisen for Årets mandlige hovedrolle i Klumpfisken[2]